# Eucalyptus staigeriana
La corteza de hierro limón (Eucalyptus staigeriana)  es un árbol esclerófilo pequeño que crece naturalmente en sitios puros en las colinas de la región de la Península del Cabo York, Norte de Queensland, Australia. El complejo aceite esencial se destila de las hojas y es usado como saborizante y en aromaterapia. La hoja también es usada como especia e ingrediente herbal para tes.

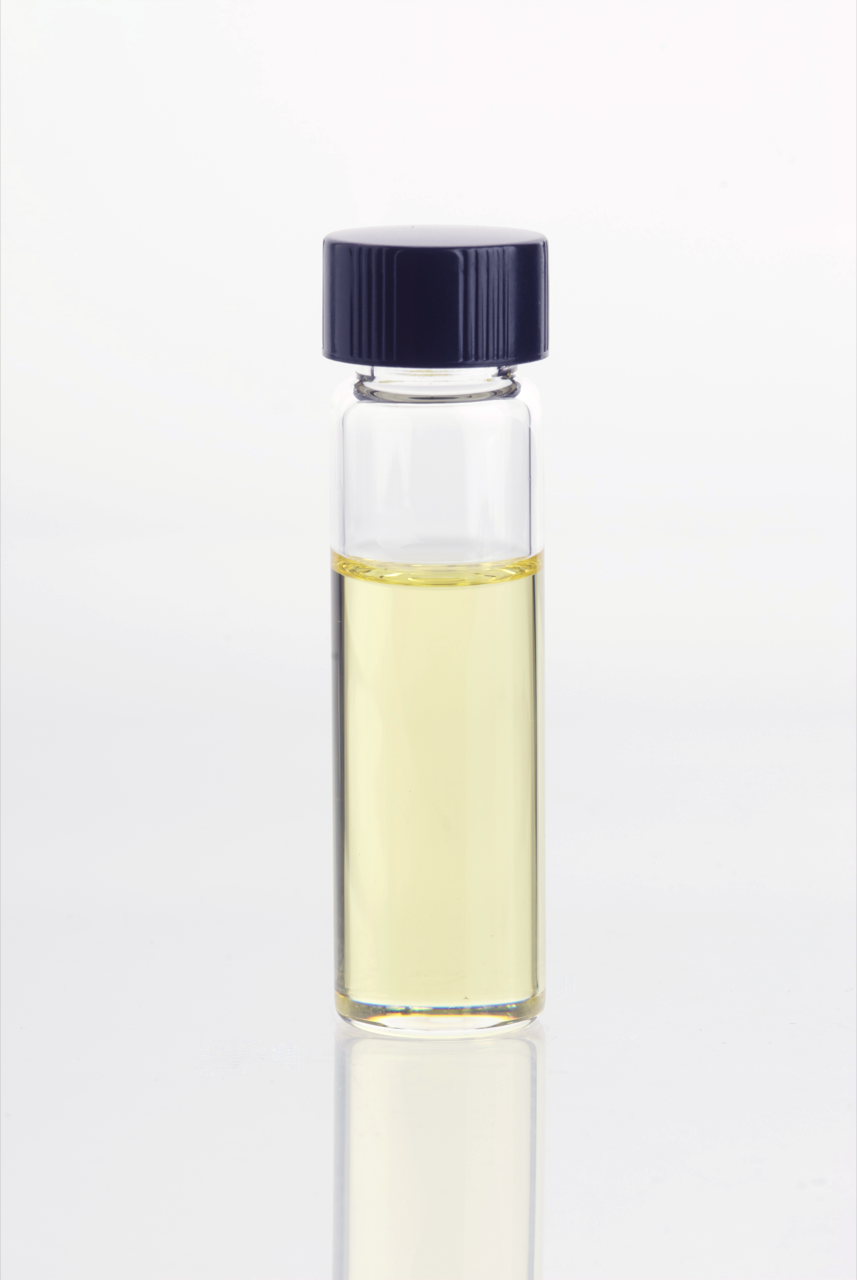
Aceite esencial

## Propiedades
Las hojas de E. staigeriana producen 2.9-3.4% de aceite esencial del peso en fresco. Este contiene una gran variedad de componentes, incluyendo geranial, metil geranato, geranil acetato, limoneno, felandreno, neral, terpinoleno y geraniol. Se usa como hoja de laurel para sazonar la comida, y también se usa en confitería y tes. Tiene un sabor parecido al limón, con un toque de romero.
Hasta hace poco Brasil era el único productor de aceite de E.staigeriana, produciendo hasta 60 toneladas pa. E. staigeriana ha sido cultivado en plantaciones a pequeña escala en Queensland y Nueva Gales del Sur desde los 1990s, con propósitos que incluyen el uso de la hoja como especia.

## Taxonomía
Eucalyptus staigeriana fue descrita por F.Muell. ex Bailey y publicado en A Synopsis of the Queensland Flora 176. 1883.
Etimología
Eucalyptus: nombre genérico que proviene del griego antiguo: eû = "bien, justamente" y kalyptós = "cubierto, que recubre". En Eucalyptus L'Hér., los pétalos, soldados entre sí y a veces también con los sépalos, forman parte del opérculo, perfectamente ajustado al hipanto, que se desprende a la hora de la floración.
staigeriana: epíteto
Sinonimia
- Eucalyptus crebra var. citrata F.Muell., Eucalyptographia 5: t. 3 (1880).[4]